# Урусов Георгій Олександрович
Георгій Олександрович Уру́сов (нар. 27 серпня 1931, Фергана — пом. 7 червня 2012) — український архітектор; член Національної спілки архітекторів України, почесний член Української академії архітектури.

## Біографія
Народився 27 серпня 1931 року в місті Фергані (тепер Узбекистан). 1948 року закінчив середню школу у Кисловодську. 1954 року закінчив архітектурний факультет Київського художнього інституту. Член КПРС з 1961 року. Після закінчення навчання працював в інституті «Діпромісто»:
- з 1954 року — архітектор;
- у 1967—1976 роках очолював архітектурну майстерню з проектування санаторно-курортних об'єктів;
- у 1976—1982 роках — головний архітектор, заступник директора інституту.

З 1982 по 1996 рік — заступник начальника Управління планування і забудови населених місць та архітектури Держбуду УРСР.
У 1996—2003 роках — учений секретар Комітету з Державної премії України в галузі архітектури.
Помер 7 червня 2012 року.

## Роботи

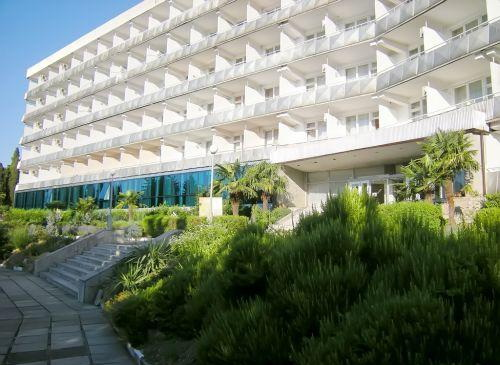
Санаторій ім. Кірова в Ялті

Автор та співавтор понад 90 проектів, з яких 53 реалізовані. А саме:
- автор і головний архітектор проектів:
  - санаторіїв «Україна» (1972) і «Казахстан» (1976) у Єсентуках;
  - санаторіїв «Лісова поляна» (1975), «Перемога» під Києвом;
  - піонерського табору санаторного типу «Юний ленінець» (перша черга — 1975—1978, Євпаторія);
  - санаторію імені С. М. Кірова (1975—1981) в Ялті та інших.
- разом з скульптором Ф. А. Коцюбинським створив пам'ятники:
  - С. А. Ковпаку (1969, Київ, Байкове кладовище);
  - Ю. М. Коцюбинському (1970) і B. М. Примакову (1972) у Чернігові.

## Відзнаки
- Заслужений архітектор УРСР з 1973 року;
- Нагороджений орденом Дружби народів (1981), медалями:
  - «За доблесну працю (За військову доблесть). В ознаменування 100-річчя з дня народження Володимира Ілліча Леніна» (1970);
  - «Ветеран праці» (1984);
- Народний архітектор України з 1999 року[2];
- Почесна грамота Кабінету міністрів України (2006)[1].